# Liste der Stolpersteine in Malsch (Landkreis Karlsruhe)
Die Liste der Stolpersteine in Malsch führt die Stolpersteine des Künstlers Gunter Demnig in Malsch im Landkreis Karlsruhe in Baden-Württemberg auf.

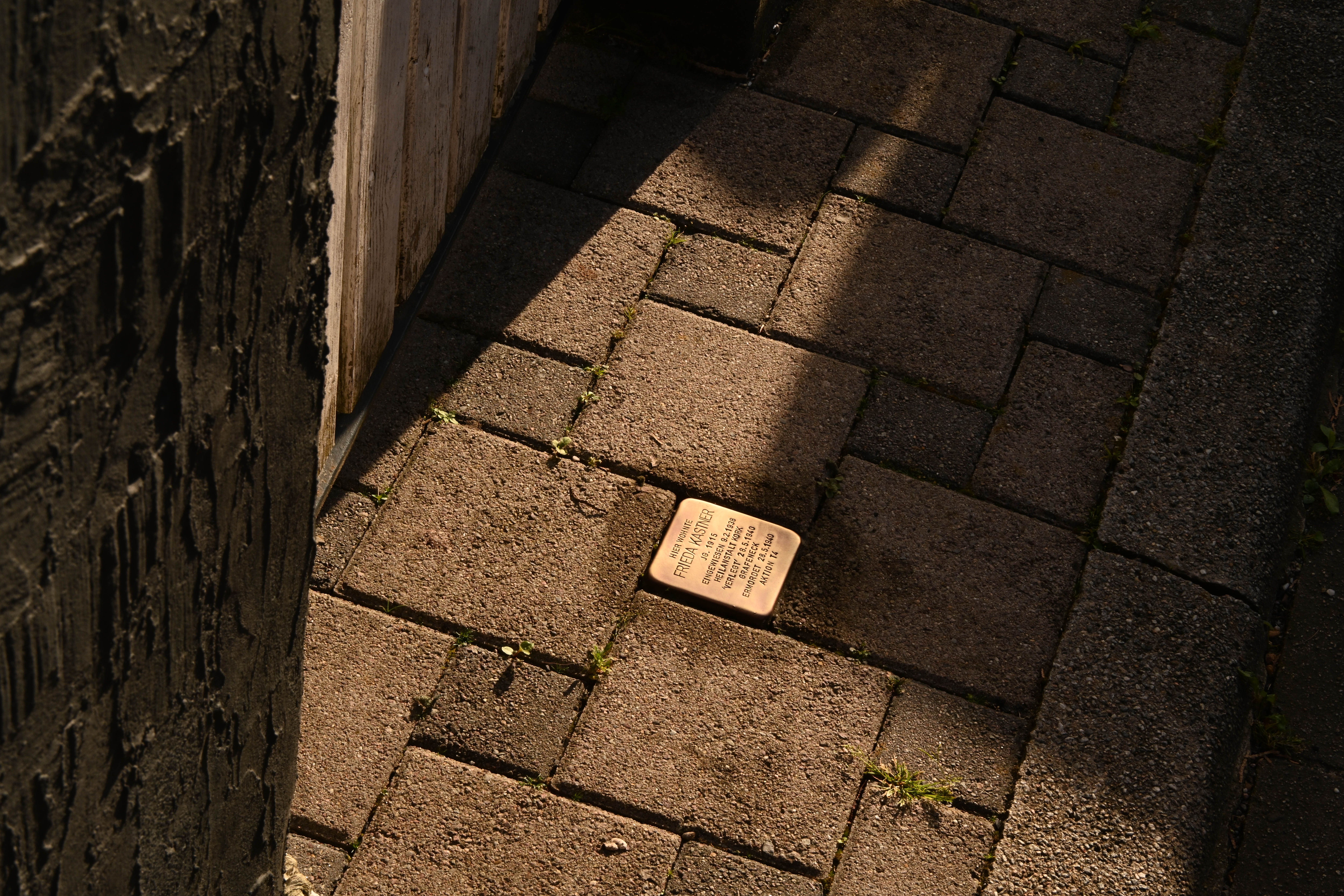
Stolperstein in der Leerstraße 2

Die ersten Verlegungen in dieser Gemeinde fanden am 11. Oktober 2010 statt.

## Gedenkarbeit in Malsch

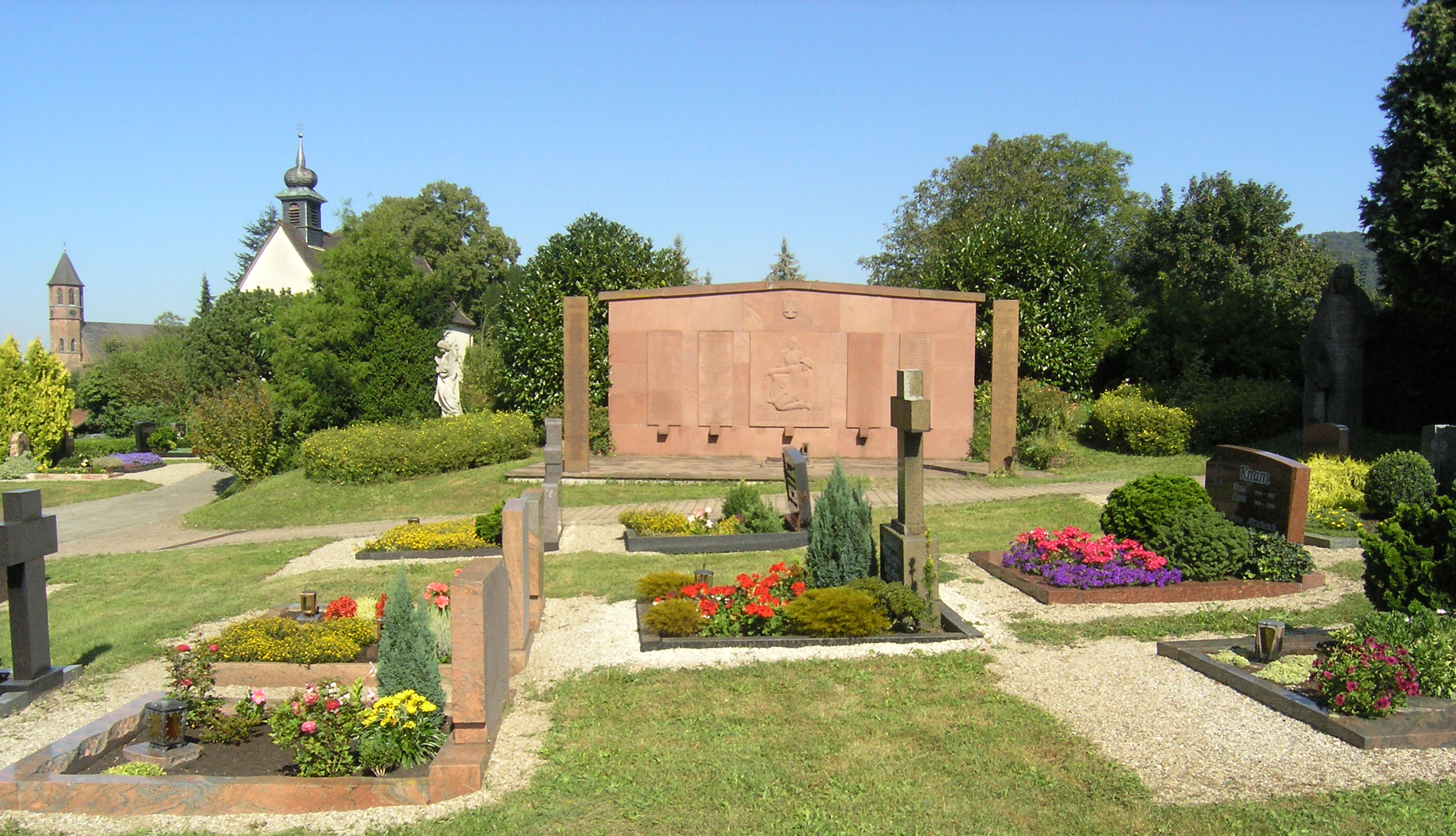
Denkmal für die Opfer von Krieg und Gewaltherrschaft auf dem Friedhof von Malsch

In der ersten Verlegeaktion in Malsch am 11. Oktober 2010 setzte Gunter Demnig vor sechs Häusern im Kernort insgesamt fünfzehn Stolpersteine. Sie erinnern an die Malscher jüdischen Familien Kaufherr, Maier, Gabel, Löb, Lehmann und Herz, die in diesen Häusern wohnten und zwischen 1940 und 1942 Opfer der Judenvernichtung wurden. Bürgermeister Elmar Himmel erinnerte, dass nach dem Zweiten Weltkrieg die größte jüdische Landgemeinde in Baden ausgelöscht war. Die Stolpersteine mahnen daran, dass Vergleichbares nicht mehr geschehen dürfe. Das Ortsoberhaupt erwähnte weitere Aspekte der Gedenkarbeit, die von den Heimatfreunden verantwortete Ausstellung und das Buch zum jüdischen Leben in Malsch, die Mahnmale auf dem Kirchplatz und in Neckarzimmern, die Gedenktafel am Trafohäuschen in der Adlerstraße sowie die beiden Bücher des verstorbenen Louis Maier.
Frank Teske hat in seinem Buch Der Landkreis Karlsruhe in der NS-Zeit festgestellt, dass 79 Einwohner von Malsch wegen Verdachtes nach GzVeN angezeigt wurden, mindestens 17 Bürger wurden zwangsweise sterilisiert. Die Bürgermeisterämter der einzelnen Gemeinden mussten Berichte erstellen und Personen melden. In den meisten Fällen war der Bürgermeister bemüht, die Unfruchtbarmachung abzuwenden.

## Verlegte Stolpersteine
In Malsch wurden 30 Stolpersteine an 18 Adressen verlegt.
| Stolperstein | Inschrift | Verlegeort           | Name, Leben |
| ------------ | --- | -------------------- | --- |
|              | HIER WOHNTE LUDWIG DREIFUSS JG. 1894 DEPORTIERT 1940 GURS ERMORDET 4.3.1943 MAJDANEK                                                       | Adlerstraße 50       | Ludwig Dreifuss (1894–1943) |
|              | HIER WOHNTE ALFONS ERNST JG. 1911 EINGEWIESEN 10.5.1938 HEILANSTALT EMMENDINGEN 'VERLEGT' 15.7.1940 GRAFENECK ERMORDET 15.7.1940 AKTION T4 | Blumenstraße 3       | Alfons Ernst (1911–1940) |
|              | HIER WOHNTE AMALIE HERZ JG. 1859 FLUCHT 1939 BELGIEN TOT 1941 IN BRÜSSEL                                                                   | Kreuzstraße 10       | Amalie Herz (1859–1941) |
|              | HIER WOHNTE FRIEDA KASTNER JG. 1915 EINGEWIESEN 9.2.1938 HEILANSTALT KORK 'VERLEGT' 28.5.1940 GRAFENECK ERMORDET 28.5.1940 AKTION T4       | Leerstraße 2         | Frieda Kastner (1915–1940) |
|              | HIER WOHNTE BETTY KAUFHERR GEB. WEIL JG. 1897 FLUCHT 1939 BELGIEN INTERNIERT MECHELEN DEPORTIERT 1942 ERMORDET IN AUSCHWITZ                | Hauptstraße 26       | Betty Kaufherr geb. Weil (1897–1942/45) |
|              | HIER WOHNTE HANNELORE KAUFHERR JG. 1926 FLUCHT 1939 BELGIEN INTERNIERT MECHELEN DEPORTIERT 1942 ERMORDET IN AUSCHWITZ                      | Hauptstraße 26       | Hannelore Kaufherr (1926–1942/45) |
|              | HIER WOHNTE JOSEF KAUFHERR JG. 1889 FLUCHT 1939 BELGIEN DEPORTIERT 1940 GURS ERMORDET IN AUSCHWITZ                                         | Hauptstraße 26       | Josef Kaufherr (1889–1942/45) |
|              | HIER WOHNTE ANTON KÜHN JG. 1890 EINGEWIESEN 28.11.1928 HEILANSTALT EMMENDINGEN 'VERLEGT' 23.9.1940 GRAFENECK ERMORDET 23.9.1940 AKTION T4  | Waldprechtsstraße 19 | Anton Kühn (1890–1940) |
|              | HIER WOHNTE MINA LEHMANN GEB. LEON JG. 1871 FLUCHT 1939 BELGIEN TOT 26.8.1941 IN BRÜSSEL                                                   | Kreuzstraße 10       | Mina Lehmann geb. Leon (1871–1941) |
|              | HIER WOHNTE SALOMON LEHMANN JG. 1868 FLUCHT 1939 BELGIEN INTERNIERT MECHELEN DEPORTIERT 1942 ERMORDET IN AUSCHWITZ                         | Kreuzstraße 10       | Salomon Lehmann (1868–1942/45) |
|              | HIER WOHNTE ISIDOR LÖB JG. 1866 FLUCHT 1939 BELGIEN INTERNIERT MECHELEN DEPORTIERT 1942 ERMORDET IN AUSCHWITZ                              | Kreuzstraße 10       | Isidor Löb (1866–1942/45) |
|              | HIER WOHNTE KAROLINE LÖB JG. 1872 FLUCHT 1939 BELGIEN INTERNIERT MECHELEN DEPORTIERT 1942 ERMORDET IN AUSCHWITZ                            | Kreuzstraße 10       | Karoline Löb (1872–1942/45) |
|              | HIER WOHNTE CLARA MAIER GEB. WEIL JG. 1890 DEPORTIERT 1940 GURS ERMORDET 1942 IN AUSCHWITZ                                                 | Neuwiesenstraße 6    | Clara Maier geb. Weil (1890–1942) war verheiratet mit Sigmund Maier, Jg. 1888. Aus der Ehe gingen zwei Kinder hervor: Ludwig, geb. 16. Juni 1924, und Agathe, geb. 13. April 1928. Die Kinder konnten noch 1940 über Umwege in die Vereinigten Staaten flüchten. |
|              | HIER WOHNTE ELLA MAIER GEB. ISRAEL JG. 1879 DEPORTIERT 1940 GURS ERMORDET IN AUSCHWITZ                                                     | Waldprechtstraße 1   | Ella Maier geb. Israel (1879–1942/45) |
|              | HIER WOHNTE FRIEDA MAIER JG. 1894 DEPORTIERT 1940 GURS AUSCHWITZ ERMORDET 12.8.1942                                                        | Hauptstraße 29       | Frieda Maier (1894–1942) |
|              | HIER WOHNTE LÖB MAIER JG. 1872 DEPORTIERT 1940 GURS TOT 24.9.1941                                                                          | Adlerstraße 72       | Löb Maier, geb. 1877, war Frontkämpfer im 1. Weltkrieg. 1935 wurde ihm vom damaligen Bürgermeister das Ehrenkreuz für Frontkämpfer verliehen. Er wohnte gemeinsam mit seiner Ehefrau Berta Maier, geb. 1877, bis zur Deportation nach Gurs am 22. Oktober 1940 in ihrem Wohnhaus in der heutigen Adlerstraße 72. Löb Maier ist am 24. September 1941 in Gurs ums Leben gekommen. Seine Frau konnte das Lager überleben. Berta Maier blieb nach Kriegsende vorerst in Frankreich und übersiedelte 1947 zu ihrem Bruder Fred in die USA. |
|              | HIER WOHNTE MAX MAIER JG. 1867 DEPORTIERT 1940 GURS TOT 5.9.1941                                                                           | Adlerstraße 8        | Max Maier (1867–1941) |
|              | HIER WOHNTE MAX MAIER JG. 1872 DEPORTIERT 1940 GURS ERMORDET IN AUSCHWITZ                                                                  | Waldprechtstraße 1   | Max Maier (1872–1942/45) |
|              | HIER WOHNTE NANETTE MAIER JG. 1871 DEPORTIERT 1940 GURS TOT IM LAGER 5.9.1940                                                              | Hauptstraße 129      | Nanette Maier (1871–1940) |
|              | HIER WOHNTE SAMUEL MAIER JG. 1864 DEPORTIERT 1940 GURS INTERNIERT RECEBEDOU TOT IM LAGER 15.1.1942                                         | Hauptstraße 29       | Samuel Maier (1864–1942) |
|              | HIER WOHNTE SIGMUND MAIER JG. 1888 DEPORTIERT 1940 GURS ERMORDET 1942 IN AUSCHWITZ                                                         | Neuwiesenstraße 6    | Sigmund Maier (1888–1942) |
|              | HIER WOHNTE SOPHIE MAIER JG. 1863 DEPORTIERT 1940 GURS TOT 14.7.1941                                                                       | Adlerstraße 8        | Sophie Maier (1863–1941) |
|              | HIER WOHNTE JOSEF STEIN JG. 1871 FLUCHT 1939 AN BORD DER 'ST. LOUIS' BELGIEN ENGLAND TOT AN DEN FOLGEN                                     | Friedrichstraße 59   | Josef Stein (1871-) |
|              | HIER WOHNTE ANNA STERN GEB. NEUSTÄDTER JG. 1875 DEPORTIERT 1940 GURS TOT 20.1.1941                                                         | Sézanner Straße 54   | Anna Stern geb. Neustädter (1875–1941) |
|              | HIER WOHNTE LEOPOLD STERN JG. 1872 DEPORTIERT 1940 GURS TOT 22.3.1941                                                                      | Adlerstraße 50       | Leopold Stern (1872–1941) |
|              | HIER WOHNTE SALOMON STERN JG. 1864 DEPORTIERT 1940 ZIEL UNBEKANNT TOT 7.10.1941                                                            | Adlerstraße 5        | Salomon Stern (1872–1941) |
|              | HIER WOHNTE ALFRED WALZ JG. 1896 EINGEWIESEN IN EINE HEILANSTALT 'VERLEGT' 4.6.1940 GRAFENECK ERMORDET 4.6.1940 AKTION T4                  | Hauptstraße 113      | Alfred Walz (1896–1940) |
|              | HIER WOHNTE FRANZ KARL ZIMMER JG. 1903 EINGEWIESEN HEILANSTALT RASTATT 'VERLEGT' 4.4.1940 GRAFENECK ERMORDET 4.4.1940 AKTION T4            | Lindenstraße 1       | Franz Karl Zimmer (1903–1940) |

### Derzeit nicht verlegte Stolpersteine
Auf Wunsch der Familie wurden die bereits verlegten Stolpersteine wieder entfernt. Sie befinden sich im Archiv der Malscher Heimatfreunde e.V.
| Stolperstein | Inschrift                                                                                                | vorm. Verlegeort   | Name, Leben                                   |
| ------------ | --- | ------------------ | --------------------------------------------- |
|              | HIER WOHNTE CHARLOTTE GABEL GEB. WEISSBERG JG. 1907 ABGESCHOBEN 1938 POLEN 1939 GHETTO WARSCHAU ERMORDET | Waldprechtstraße 5 | Charlotte Gabel geb. Weissberg (1907–1939/43) |
|              | HIER WOHNTE LEO GABEL JG. 1901 ABGESCHOBEN 1938 POLEN 1939 GHETTO WARSCHAU ERMORDET                      | Waldprechtstraße 5 | Leo Gabel (1901–1939/43)                      |

## Verlegedaten
- 11. Oktober 2010: Hauptstraße, Waldprechtstraße und Kreuzstraße 10 (15/6)
- 13. September 2012: Leerstraße 2, Lindenstraße 1, Neuwiesenstraße 6, Sézanner Straße 54 etc. (15/12)